# 제이크 톰슨
제이콥 키이스 톰슨(Jacob Keith Thompson, 1994년 1월 31일 ~ )은 미국의 야구 선수이자, 전 KBO 리그 롯데 자이언츠의 투수이다.

## 미국 프로야구 시절
2016년에 필라델피아 필리스에 입단하였다.

## 한국 프로야구 시절

### 롯데 자이언츠시절
2019년에 펠릭스 듀브론트를 대체할 외국인 투수로 영입되었다.